# Zoltán Bakó
Zoltán Bakó (11 novembre 1951) è un ex canoista ungherese.

## Palmarès

### Olimpiadi
- 1 medaglia:
  - 1 bronzo (Montréal 1976 nel K-2 1000 m)

### Mondiali
- 10 medaglie:
  - 5 ori (Tampere 1973 nel K-2 10000 m; Città del Messico 1974 nel K-2 1000 m; Belgrado 1975 nel K-2 10000 m; Sofia 1977 nel K-2 1000 m; Belgrado 1978 nel K-2 10000 m)
  - 2 argenti (Sofia 1977 nel K-2 10000 m; Duisburg 1979 nel K-2 1000 m)
  - 3 bronzi (Belgrado 1971 nel K-4 1000 m; Belgrado 1975 nel K-4 1000 m; Belgrado 1978 nel K-2 1000 m)